# Bastien Pourailly
Pour les articles homonymes, voir Pourailly.
Pas d'image ? Cliquez ici

a Compétitions nationales et continentales officielles uniquement.

Dernière mise à jour le 28 avril 2025.
Bastien Pourailly, né le 31 janvier 1994, est un joueur français de rugby à XV qui joue au poste d'ailier.

## Biographie

### Formation
Bastien Pourailly a commencé le rugby dans son village d'enfance au sein de l'Entente Aramits-Asasp. En 2009, il rejoint le centre de formation de la Section paloise.

### En club

#### Section paloise (2014-2020)
Bastien Pourailly joue son premier match avec la Section paloise en Pro D2, le 30 août 2024 face au Stade aurillacois. Durant cette saison, il joue sept matchs de championnat pour autant de titularisations, et inscrit deux essais. Il participe à la montée du club en Top 14 pour la saison suivante.
Durant la saison 2015-2016, il ne joue que 2 matchs de Top 14.
Durant la saison 2016-2017, il joue 7 matchs et marque un essai en championnat. Lors de la 14e journée de Top 14 et un déplacement sur la pelouse de l'Union Bordeaux Bègles, il se blesse à la cheville et va être absent durant 4 mois.
Durant la saison 2017-2018, il joue 12 matchs de championnat et 3 matchs de Challenge européen. En janvier 2018, lors du match de Challenge européen face aux Zebre, il se blesse au visage et souffre d'une fracture du plancher orbital qui l'éloigne des terrains durant 2 mois.
Durant la saison 2018-2019, il joue 2 matchs de championnat car il fait son retour au mois de mai 2019 après 13 mois d'absence en raison d'une blessure à la main (scaphoïde).
Durant la saison 2019-2020, il joue 3 matchs de championnat et 5 matchs de Challenge européen. Durant cette saison, il participe au championnat de Supersevens avec la Section paloise et atteint la finale perdue face au Racing 92 sur le score de 28 à 12. Il est le capitaine de l'équipe durant le tournoi. À l'issue de la saison, Bastien Pourailly ne sera pas prolongé et quittera le club béarnais.

#### ASM Clermont (2020-2022)
En mai 2020, il s'engage avec l'ASM Clermont pour une saison, plus une autre en option.
Bastien Pourailly débute avec son nouveau club dès la 1ère journée de la saison 2020-2021 de Top 14 en tant que titulaire à l'aile face au Stade toulousain avec une victoire des auvergnats 33 à 30 dans leur antre de Marcel-Michelin. Il participe, en septembre 2020, au quart de finale de la Champions Cup 2019-2020 face au Racing 92 (défaite 27 à 36). Pour sa première saison en Auvergne, il dispute 9 matches de Top 14, tous en tant que titulaire et inscrit 1 essai. Il inscrit son seul essai de la saison face à son ancien club.
Il commence la saison 2021-2022 face au Lyon OU en tant que titulaire à l'aile. En fin de contrat en juin 2022, il s'engage en décembre 2021 avec l'Aviron bayonnais à partir de la saison 2022-2023.

#### Aviron bayonnais (2022-2024)
Fin août 2022, lors d'un match de préparation face à l'Union Bordeaux Bègles, il se blesse à la cuisse lors d'un repli défensif. Il souffre d'un claquage aux ischio-jambiers et il manque le début de la saison 2022-2023 de Top 14. Il fait son retour à la compétition le 5 novembre 2022, pour le compte de la 10e journée de Top 14 en tant que titulaire pour la victoire historique des bayonnais sur la pelouse de son ancien club, l'ASM Clermont (25 à 20). Il inscrit son premier essai avec l'équipe basque lors de la dernière journée de Challenge Cup face aux Scarlets (défaite 7 à 20) au stade Jean-Dauger. Il marque son premier essai de la saison en Top 14 le 25 février 2023 lors de la réception du Castres olympique (victoire 41 à 10). Le 23 avril 2023, il se fracture le péroné face au Montpellier Hérault rugby et voit sa saison terminée.
Il fait son retour à la compétition lors de la 6e journée de Top 14 le 11 novembre 2023 face au Stade rochelais en tant que titulaire. Il n'est pas conservé à l'issue de la saison, durant laquelle il a été peu utilisé par son entraîneur avec seulement 5 matchs joués toutes compétitions confondues.
Il met un terme à sa carrière de joueur en juin 2024 à seulement 30 ans, en raison de trop nombreuses blessures qui ont émaillé sa carrière et entame une reconversion professionnelle.

### En équipe nationale
Le 10 novembre 2017, Bastien Pourailly est titulaire lors de la victoire 19 à 15 des Barbarians français face au Maori All Blacks,. Il ne compte qu'une seule sélection avec les Barbarians.

## Palmarès
- Vainqueur du Championnat de France de 2e division en 2015 avec la Section paloise.